# Mieszko Tylka
Mieszko Tylka (ur. w 1966 w Komańczy) - artysta rzeźbiarz
Absolwent Wydziału Rzeźby Akademii Sztuk Pięknych w Krakowie. Doktor habilitowany od 2004. Profesor na tej uczelni od 2006. Prowadzi pracownię rzeźby na Wydziale Konserwacji i Restauracji Dzieł Sztuki.

## Wybrane prace

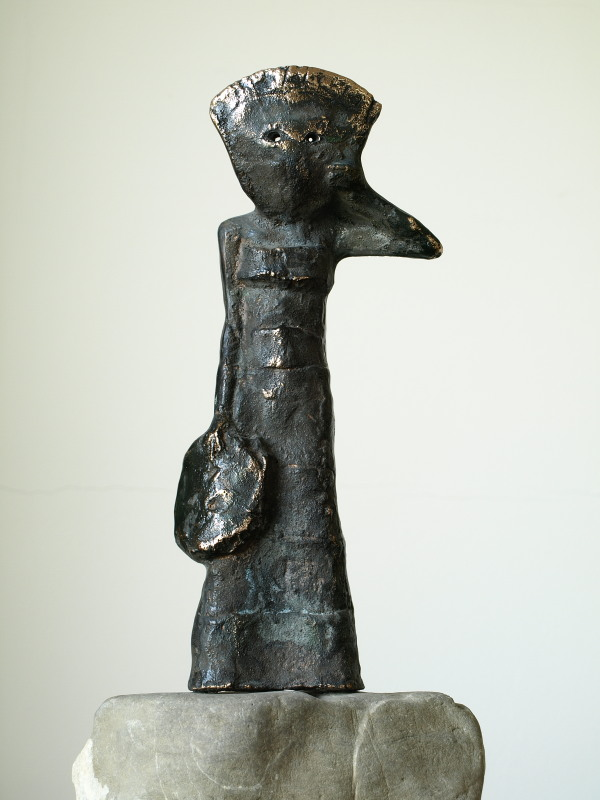
Maska
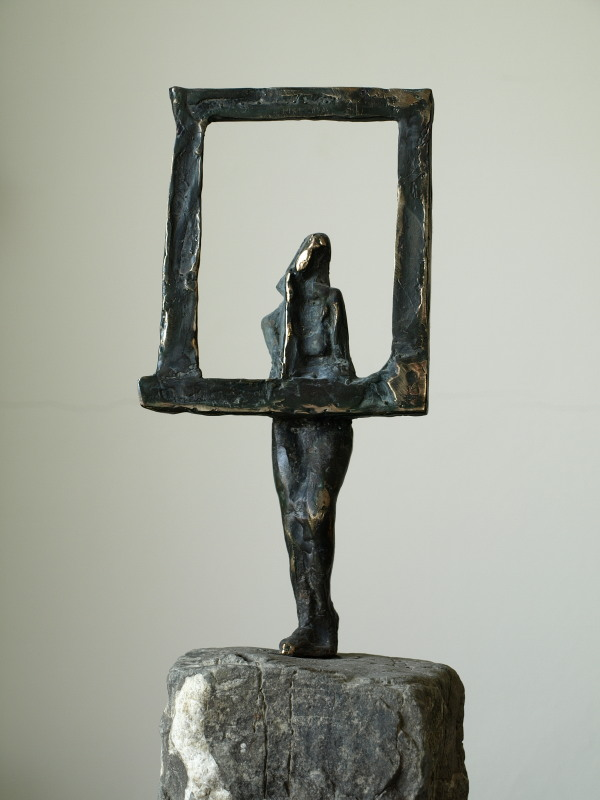
Okno
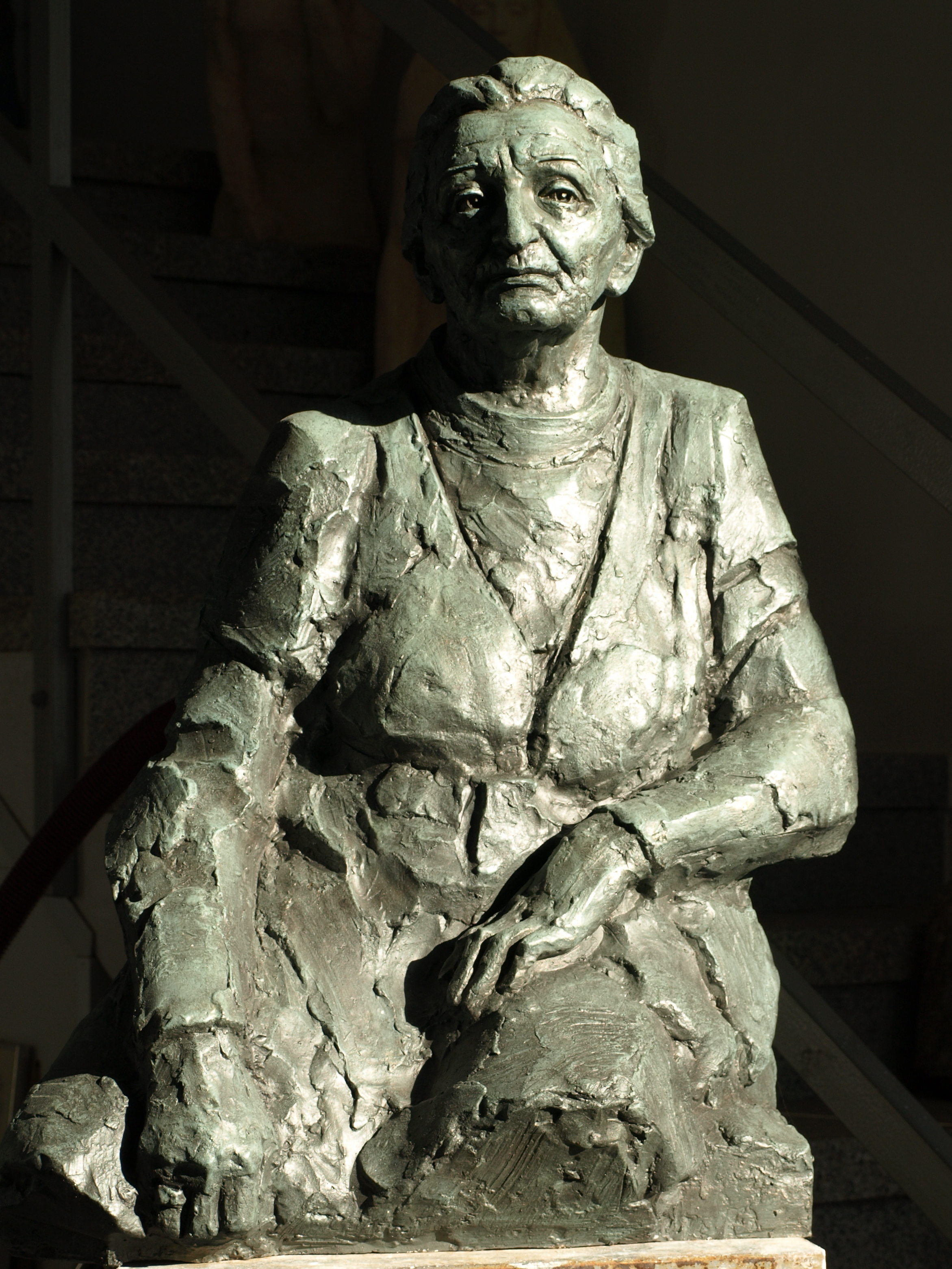
Portret matki
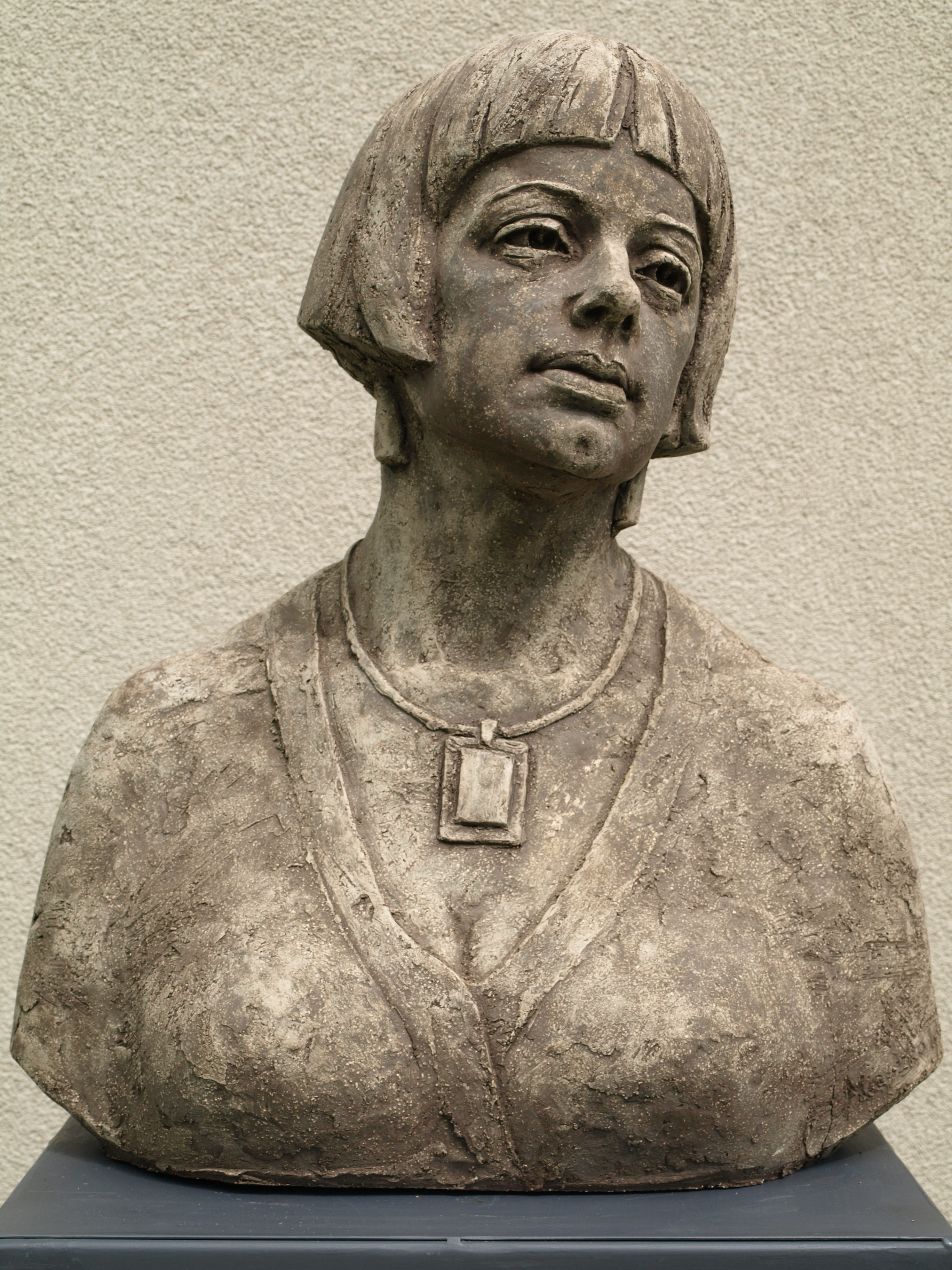
Popiersie żony
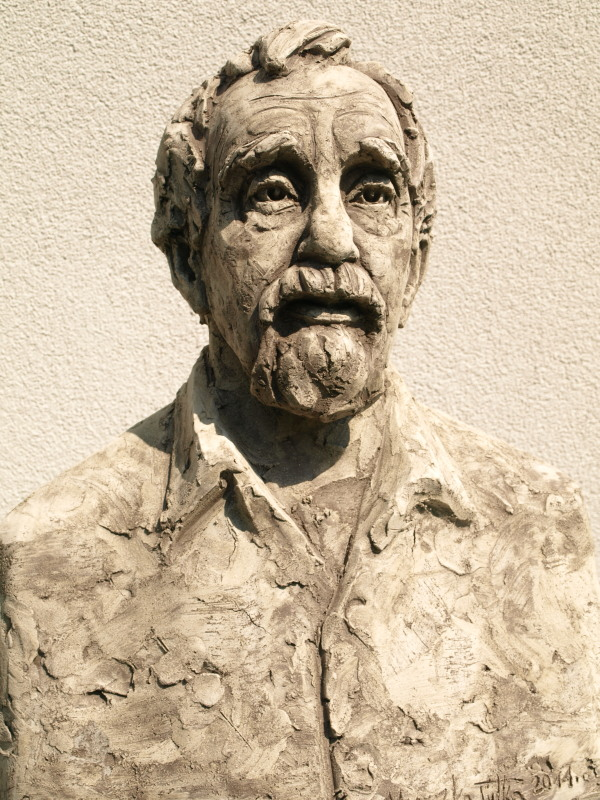
Popiersie prof. Bogusława Krasnowolskiego
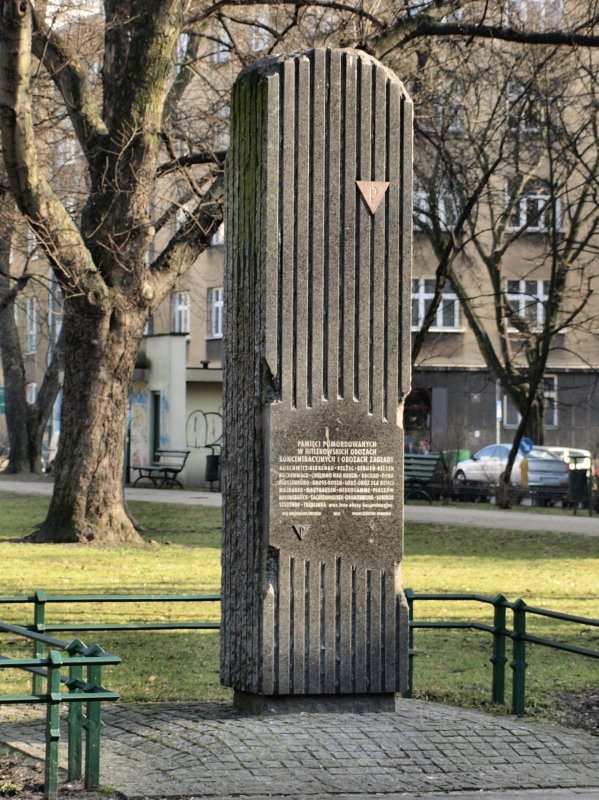
Pomnik Więźniów Niemieckich Obozów Zagłady Kraków pl. Axentowicza
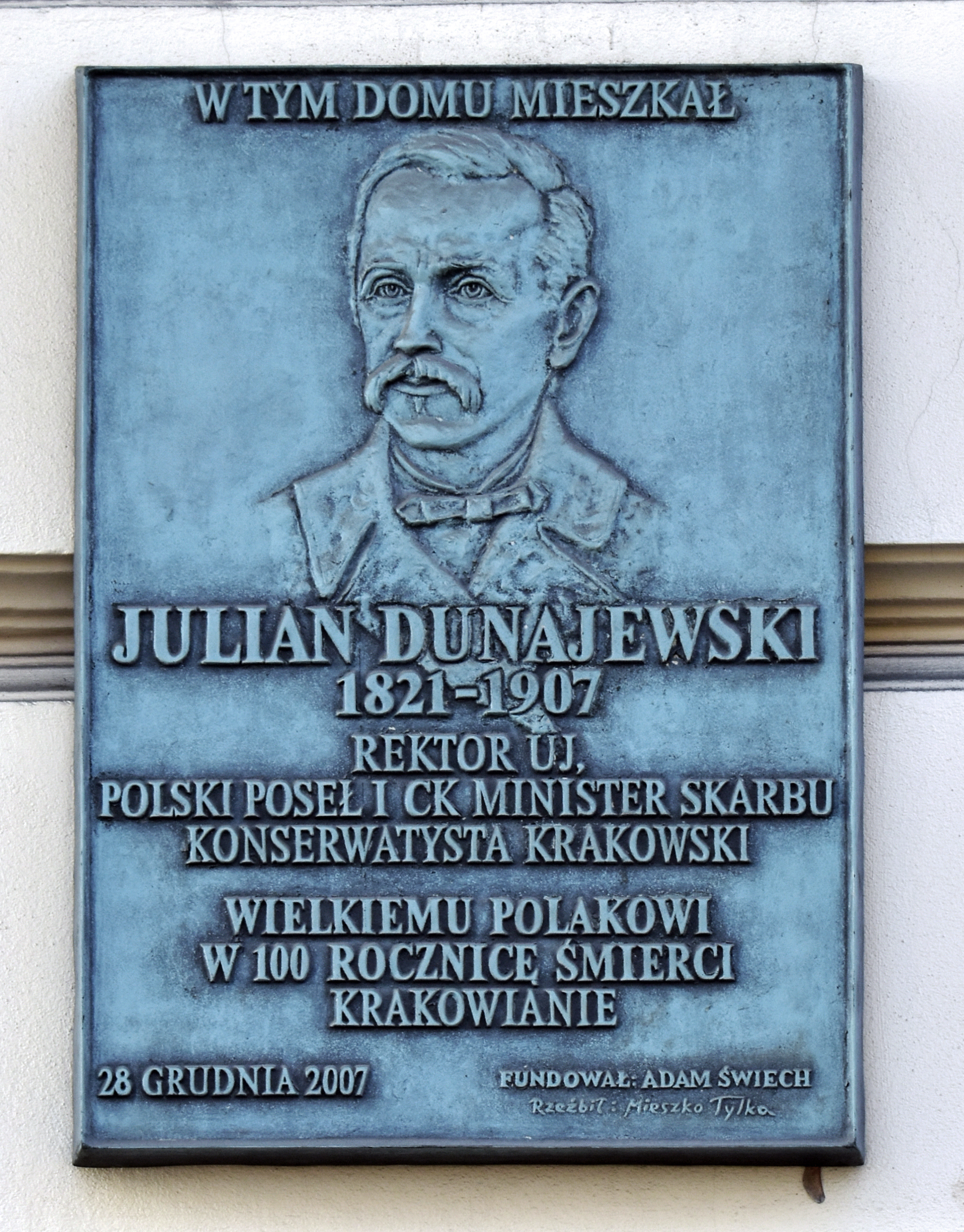
Tablica pamiątkowa Juliana Dunajewskiego Kraków ul. J. Dunajewskiego 4
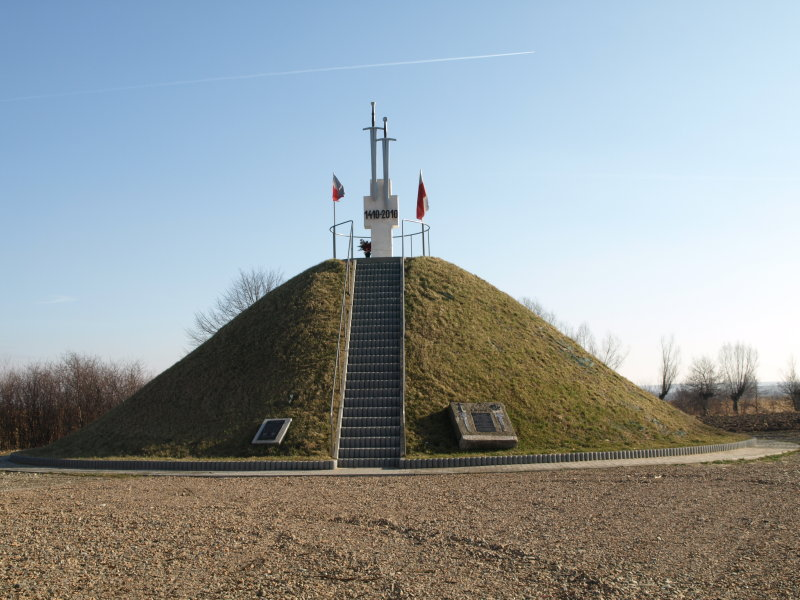
Pomnik Grunwaldu w Palczowicach
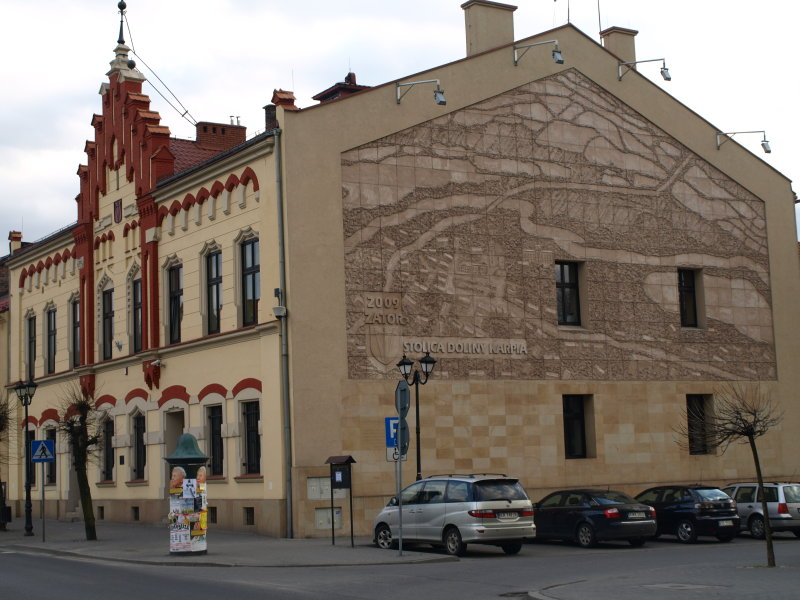
Płaskorzeźba zewnętrznej ściany ratusza - Stolicy Doliny Karpia
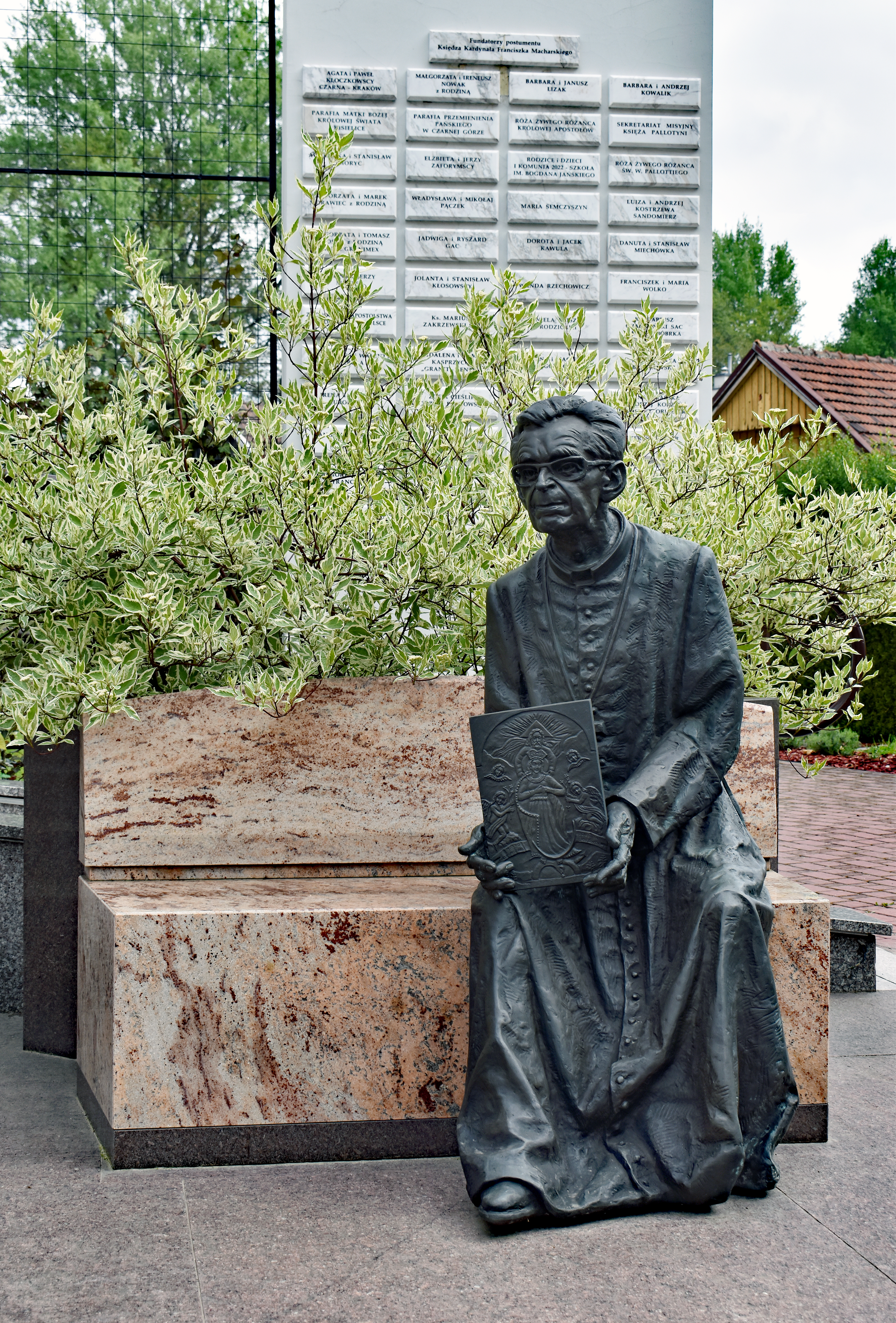
Pomnik-ławeczka kard. Franciszka Macharskiego przed kościołem Matki Bożej Pocieszenia Kraków ul. Bulwarowa 15a